# Fai'
Fai (arabisch فيء Das, was zurückkommt, DMG faiʾ) ist ein Begriff des klassisch-islamischen Völkerrechts, der diejenige Güter bezeichnet, die die Muslime vom Feind ohne Gewaltanwendung erbeutet haben, darunter auch den Grund und Boden in den eroberten Gebieten. Gegenbegriff ist Ghanīma, womit diejenige Beute bezeichnet wird, die die Muslime unter Gewaltanwendung (ʿanwatan) erworben haben. Fai' wird zum Eigentum aller Muslime, verwaltet vom Leiter (Imam) der Gemeinschaft der Muslime (Umma).
Der Begriff geht auf Sure 59, Vers 8–10 zurück, die Mohammed offenbart worden sein soll, als er die Juden vom Stamme der Banu Nadir vertrieb. Für gewöhnlich wurde die Kriegsbeute (Ghanima) unter den beteiligten Mudschahedin nach bestimmten Regeln verteilt, wobei der Führer ein Fünftel bekam. Fai' jedoch ging als ganzes in die Hände Mohammeds über, der es verwaltete und den Gewinn zum Wohle der muslimischen Gemeinschaft (Umma) verwendete.
Auch die Güter, die Mohammed den Juden in der Oase Chaibar (siehe: Zug nach Chaibar) abnahm, wurden zu Fai'. Bei späteren Eroberungen wurde der gesamte Grundbesitz der Harbis zu Fai'.
Asch-Schaibānī lehrte in seinem Kitāb as-Siyar, dass bei der muslimischen Eroberung eines Gebiets, das zum Dār al-Harb gehört, selbst die ungläubige Frau, die mit einem Muslim verheiratet sei, zum Fai' gehöre und damit versklavt werden könne. Das Gleiche gelte für ihr ungeborenes Kind.